# Kirchberg (Opper-Beieren)
Kirchberg is een gemeente in de Duitse deelstaat Beieren, en maakt deel uit van het Landkreis Erding.
Kirchberg telt 1.092 inwoners.
De gemeente telt vele kleine nederzettingen. Er is een station in Arndorf.

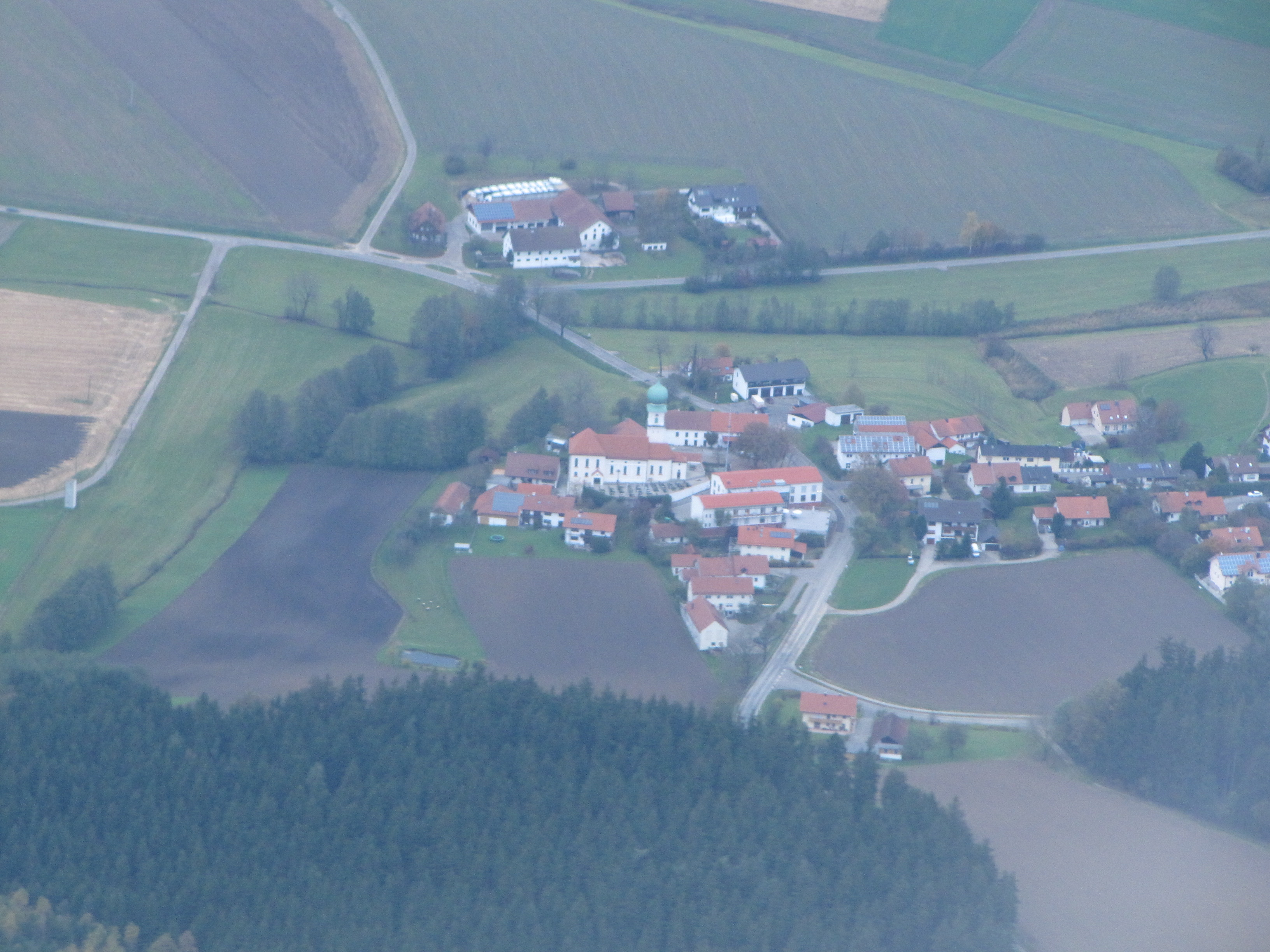
Schröding, een relatief grote kern in de gemeente

Berglern ·
Bockhorn ·
Buch am Buchrain ·
Dorfen ·
Eitting ·
Erding (stad) ·
Finsing ·
Forstern ·
Fraunberg ·
Hohenpolding ·
Inning am Holz ·
Isen ·
Kirchberg ·
Langenpreising ·
Lengdorf ·
Moosinning ·
Neuching ·
Oberding ·
Ottenhofen ·
Pastetten ·
Sankt Wolfgang ·
Steinkirchen ·
Taufkirchen (Vils) ·
Walpertskirchen ·
Wartenberg ·
Wörth